# Mwuana
Robin Erik Nyström, mer känd under artistnamnet Mwuana, född 23 juli 1988, är en svensk rappare.
Mwuana, vars far är finländare,
växte upp i Stockholmsförorten Bromsten. Han debuterade artist som 2015 och har sedan 2017 mött nationell framgång. Han är mest känd för sina låtar "Craftmanship" och "Loverman", släppta 2019 respektive 2020.
I januari 2023 hade Mwuana närmare 260 000 lyssnare i månaden på Spotify.

## Diskografi[5]

### Studioalbum
- 2017 – Triller

### EPs
- 2020 – H5